# Seznam turnajů Oktagonu MMA
Oktagon MMA je organizace, která pořádá zápasy ve smíšených bojových uměních. Toto je seznam všech jí pořádaných turnajů a plánovaných událostí.

## Plánované turnaje
|    | Turnaj     | Datum              | Místo                                               | Hlavní zápas                      | Poznámka                                             | Ref.  |
| -- | ---------- | ------------------ | --------------------------------------------------- | --------------------------------- | ---------------------------------------------------- | ----- |
| 89 | Oktagon 74 | 09. srpna 2025     | Centrální tenisový kurt Štvanice, Praha, Česko      | Cecilie Bolander vs Lucie Szabová | O titul v bantamové váze (Ž) Tipsport Gamechanger ČF | [ 1 ] |
| 90 | Oktagon 75 | 13. září 2025      | ZAG Arena, Hannover, Německo                        | Max Holzer vs Khalid Taha         |                                                      | [ 2 ] |
| 91 | Oktagon 76 | 20. září 2025      | Festhalle, Frankfurt, Německo                       |                                   |                                                      | [ 3 ] |
| 92 | Oktagon 77 | 4. října 2025      | Zimný štadion Ondreje Nepelu, Bratislava, Slovensko |                                   |                                                      | [ 4 ] |
| 93 | Oktagon 78 | 18. října 2025     | Lanxess Arena, Kolín nad Rýnem, Německo             |                                   |                                                      | [ 5 ] |
| 94 | Oktagon 79 | 1. listopadu 2025  | Winning Group Arena, Brno, Česko                    |                                   |                                                      | [ 6 ] |
| 95 | Oktagon 80 | 22. listopadu 2025 | SAP Garden, Mnichov, Německo                        |                                   |                                                      | [ 7 ] |
| 96 | Oktagon 81 | 29. prosince 2025  | O2 arena, Praha, Česko                              |                                   |                                                      | [ 8 ] |

## Odbyté turnaje
| #  | Turnaj                       | Datum              | Místo                                               | Hlavní zápas                                                             | Poznámka                                                                                 | Návštěva                             | BONUS Výkon večera                | Ref.   |
| -- | ---------------------------- | ------------------ | --------------------------------------------------- | ------------------------------------------------------------------------ | ---------------------------------------------------------------------------------------- | ------------------------------------ | --------------------------------- | ------ |
| 1  | Oktagon 1                    | 10. prosince 2016  | Hala Královka, Praha, Česko                         | Gábor Boráros vs. Jakub Běle                                             |                                                                                          | 2 000                                | neudělován                        | [ 9 ]  |
| 2  | Oktagon 2                    | 7. dubna 2017      | HANT aréna, Bratislava, Slovensko                   | Gábor Boráros vs. Roland Čambal                                          |                                                                                          | 2 500                                | neudělován                        | [ 10 ] |
| 3  | Oktagon 3                    | 29. července 2017  | Centrální tenisový kurt Štvanice, Praha, Česko      | Attila Végh vs. Paul Bryne                                               |                                                                                          | 2 500                                | neudělován                        | [ 11 ] |
| 4  | Oktagon 4                    | 12. listopadu 2017 | HANT aréna, Bratislava, Slovensko                   | Samuel Krištofič vs. Radovan Úškrt                                       |                                                                                          | 4 500                                | neudělován                        | [ 12 ] |
| 5  | Oktagon 5                    | 17. března 2018    | RT Torax aréna, Ostrava, Česko                      | Matěj Kuzník vs. Ľudovít Klein                                           |                                                                                          | 5 000                                | neudělován                        | [ 13 ] |
| 6  | Oktagon 6                    | 26. května 2018    | Steel arena, Košice, Slovensko                      | Samuel Krištofič vs. Ondřej Raška                                        |                                                                                          | 3 000                                | neudělován                        | [ 14 ] |
| 7  | Oktagon 7                    | 28. července 2018  | Centrální tenisový kurt Štvanice, Praha, Česko      | Michal Martínek vs. Daniel Dittrich                                      | O titul těžké váhy                                                                       | 7 000                                | neudělován                        | [ 15 ] |
| 8  | Oktagon 8                    | 1. září 2018       | Hotel Imperial, Karlovy Vary, Česko                 | Karol Ryšavý vs. Aziz Dauliatov                                          |                                                                                          | 200                                  | neudělován                        | [ 16 ] |
| 9  | Oktagon 9                    | 15. září 2018      | Zimný štadion Ondreje Nepelu, Bratislava, Slovensko | Samuel Krištofič vs. Grzegorz Siwy                                       |                                                                                          | 8 000                                | neudělován                        | [ 17 ] |
| 10 | Oktagon 10                   | 17. listopadu 2018 | O2 arena, Praha, Česko                              | Tomáš Deák vs. Cory Galloway                                             |                                                                                          | 10 500                               | neudělován                        | [ 18 ] |
| 11 | Oktagon 11                   | 16. března 2019    | Ostravar Aréna, Ostrava, Česko                      | David Kozma vs. Samuel Krištofič                                         | O titul velterové váhy                                                                   | 10 500                               | neudělován                        | [ 19 ] |
| 12 | Oktagon Prime 1              | 26. dubna 2019     | Crow arena, Košice, Slovensko                       | Jozef Wittner vs. Adam Horvath                                           |                                                                                          | 2 000                                | neudělován                        | [ 20 ] |
| 13 | Oktagon 12                   | 8. června 2019     | Zimný štadion Ondreje Nepelu, Bratislava, Slovensko | Attila Végh vs. Virgil Zwicker                                           |                                                                                          | 10 000                               | neudělován                        | [ 21 ] |
| 14 | Oktagon 13                   | 27. července 2019  | Centrální tenisový kurt Štvanice, Praha, Česko      | Karlos Vémola vs. Henrique da Silva                                      |                                                                                          | 7 000                                | neudělován                        | [ 22 ] |
| 15 | Oktagon 14                   | 14. září 2019      | Zimný štadion Ondreje Nepelu, Bratislava, Slovensko | Tomáš Deák vs. Filip Macek                                               | O titul bantamové váhy                                                                   | 8 500                                | neudělován                        | [ 23 ] |
| 16 | Oktagon Prime 2              | 25. října 2019     | Crow aréna, Košice, Slovensko                       | Jozef Wittner vs. Maté Kertész                                           |                                                                                          | 2 500                                | neudělován                        | [ 24 ] |
| 17 | Oktagon 15                   | 9. listopadu 2019  | O2 arena, Praha, Česko                              | Attila Végh vs. Karlos Vémola                                            |                                                                                          | 19 347                               | neudělován                        | [ 25 ] |
| 18 | Oktagon Prime 3              | 15. února 2020     | X-Bionic Sphere, Šamorín, Slovensko                 | Miroslav Štrbák vs. Mateusz Legierski                                    | O titul lehké váhy                                                                       | 3 200                                | Ľudovít Klein                     | [ 26 ] |
| 19 | Underground #1               | 16. května 2020    | Praha, Česko                                        | Tomáš Le Sy vs. Tadeáš Růžička                                           |                                                                                          | 0 - bez diváků (Covid 19)            | neudělován                        | [ 27 ] |
| 20 | Underground #2               | 23. května 2020    | Bratislava, Slovensko                               | Marek Bartl vs. Kamil Cibinski                                           |                                                                                          | 0 - bez diváků (Covid 19)            | neudělován                        | [ 28 ] |
| 21 | Underground #3               | 30. května 2020    | Praha, Česko                                        | Lucie Pudilová vs. Tereza Bledá                                          |                                                                                          | 0 - bez diváků (Covid 19)            | neudělován                        | [ 29 ] |
| 22 | Underground #4               | 6. června 2020     | Bratislava, Slovensko                               | Samuel Krištofič vs. Lukáš Eliáš                                         |                                                                                          | 0 - bez diváků (Covid 19)            | neudělován                        | [ 30 ] |
| 23 | Underground #5               | 13. června 2020    | Praha, Česko                                        | Leo Brichta vs. Matouš Kohout                                            |                                                                                          | 0 - bez diváků (Covid 19)            | neudělován                        | [ 31 ] |
| 24 | Underground #6               | 20. června 2020    | Bratislava, Slovensko                               | Samuel Krištofič vs. Vlasto Čepo                                         |                                                                                          | 0 - bez diváků (Covid 19)            | neudělován                        | [ 32 ] |
| 25 | Underground Super-Finále     | 4. července 2020   | Zoner Bobyhall, Brno, Česko                         | Ronald Paradeiser vs. Matouš Kohout Lucie Szabová vs. Tereza Bledá       |                                                                                          | 1 200 - omezená kapacita (Covid 19)  | neudělován                        | [ 33 ] |
| 26 | Oktagon 16                   | 26. září 2020      | Zoner Bobyhall, Brno, Česko                         | Karol Ryšavý vs. Ronald Paradeiser                                       |                                                                                          | 1 000 - omezená kapacita (Covid 19)  | Ronald Paradeiser                 | [ 34 ] |
| 27 | Oktagon 17                   | 24. října 2020     | Zoner Bobyhall, Brno, Česko                         | David Kozma vs. Maté Kertesz                                             | O titul velterové váhy                                                                   | 0 - bez diváků (Covid 19)            | Andrej Kalašnik                   | [ 35 ] |
| 28 | Oktagon 18                   | 30. prosince 2020  | Zoner Bobyhall, Brno, Česko                         | Jozef Wittner vs. Róbert Pukač                                           |                                                                                          | 0 - bez diváků (Covid 19)            | Leo Brichta                       | [ 36 ] |
| 29 | Oktagon 19                   | 5. prosince 2020   | Zoner Bobyhall, Brno, Česko                         | Karlos Vémola vs. Václav Mikulášek                                       |                                                                                          | 0 - bez diváků (Covid 19)            | Karlos Vémola                     | [ 37 ] |
| 30 | Oktagon 20                   | 30. prosince 2020  | Zoner Bobyhall, Brno, Česko                         | Karlos Vémola vs. Alex Lohoré                                            | O titul střední váhy                                                                     | 0 - bez diváků (Covid 19)            | Leo Brichta                       | [ 38 ] |
| 31 | Oktagon 21                   | 30. ledna 2021     | Zoner Bobyhall, Brno, Česko                         | Ronald Paradeiser vs. Ivan Buchinger                                     | O titul lehké váhy                                                                       | 0 - bez diváků (Covid 19)            | Lucia Szabová                     | [ 39 ] |
| 32 | UNDG: Last man standing      | 27. února 2021     | Zoner Bobyhall, Brno, Česko                         | Michael Krčmář vs. Milan Paleš                                           | Osmičlenná pyramida o titul UNDG: Last man standing                                      | 0 - bez diváků (Covid 19)            | Matěj Kozubovský Sebastián Fapšo  | [ 40 ] |
| 33 | Oktagon 22                   | 27. března 2021    | Zoner Bobyhall, Brno, Česko                         | Karlos Vémola vs. Milan Ďatelinka                                        | O titul střední váhy                                                                     | 0 - bez diváků (Covid 19)            | Lucia Szabová                     | [ 41 ] |
| 34 | Oktagon 23                   | 1. května 2021     | Zoner Bobyhall, Brno, Česko                         | Petr Kníže vs. Andrea Fusi                                               |                                                                                          | 0 - bez diváků (Covid 19)            | Kaik Brito                        | [ 42 ] |
| 35 | Oktagon 24                   | 29. května 2021    | Zoner Bobyhall, Brno, Česko                         | David Kozma vs. Leandro Silva                                            | O titul velterové váhy                                                                   | 0 - bez diváků (Covid 19)            | David Kozma                       | [ 43 ] |
| 36 | OKTAGON 25                   | 19. června 2021    | Zoner Bobyhall, Brno, Česko                         | Martin Buday vs. Kamil Minda                                             | O titul těžké váhy                                                                       | 0 - bez diváků (Covid 19)            | František Fodor                   | [ 44 ] |
| 37 | Oktagon 26                   | 27. července 2021  | Centrální tenisový kurt Štvanice, Praha, Česko      | Samuel Krištofič vs. Marcin Naruszczka                                   | O dočasný titul střední váhy                                                             | 5 000 - omezená kapacita (Covid 19)  | Lucia Szabová                     | [ 45 ] |
| 38 | Oktagon 27                   | 11. září 2021      | Zimný štadion Ondreje Nepelu, Bratislava, Slovensko | Ivan Buchinger vs. Vojto Barborík                                        | O titul pérové váhy                                                                      | 8 500                                | Ivan Buchinger                    | [ 46 ] |
| 39 | Oktagon 28                   | 25. září 2021      | O2 universum, Praha, Česko                          | Viktor Pešta vs. Stephan Pütz                                            | O titul polotěžké váhy                                                                   | 3 000 - omezená kapacita (Covid 19)  | Andrej Kalašnik                   | [ 47 ] |
| 40 | Oktagon Prime 4              | 6. listopadu 2021  | Enteria arena, Pardubice, Česko                     | Filip Macek vs. Jonas Mågård                                             | O titul bantamové váhy                                                                   | 5 000 - omezená kapacita (Covid 19)  | Jakub Bahník                      | [ 48 ] |
| 41 | Oktagon 29                   | 4. prosince 2021   | Zoner Bobyhall, Brno, Česko                         | David Kozma vs. Bojan Velicković                                         | O titul velterové váhy                                                                   | 1 000 - omezená kapacita (Covid 19)  | David Kozma                       | [ 49 ] |
| 42 | Oktagon 30                   | 30. prosince 2021  | Zoner Bobyhall, Brno, Česko                         | Tereza Bledá vs. Mabelly Lima                                            | O titul muší váhy                                                                        | 1 000 - omezená kapacita (Covid 19)  | Matěj Peňáz                       | [ 50 ] |
| 43 | Oktagon 31                   | 26. února 2022     | O2 arena, Praha, Česko                              | Samuel Krištofič vs. Patrik Kincl                                        | O titul střední váhy                                                                     | 10 000 - omezená kapacita (Covid 19) | Vlasto Čepo                       | [ 51 ] |
| 44 | Oktagon Prime 5              | 26. března 2022    | X-Bionic Sphere, Šamorín, Slovensko                 | Máté Kertész vs. Bojan Veličković                                        |                                                                                          | 3 500                                | Matouš Kohout                     | [ 52 ] |
| 45 | Oktagon 32                   | 9. dubna 2022      | Ostravar Aréna, Ostrava, Česko                      | David Kozma vs. Petr Kníže                                               | O titul velterové váhy                                                                   | 11 000                               | Christian Jungwirth               | [ 53 ] |
| 46 | Oktagon Vémola vs. Marpo     | 21. května 2022    | O2 arena, Praha, Česko                              | Karlos Vémola vs. Otakar Petřina Marpo                                   |                                                                                          | 18 000                               | Marek Mazuch                      | [ 54 ] |
| 47 | Oktagon 33                   | 4. června 2022     | Festhalle Messe Frankfurt, Frankfurt, Německo       | Ivan Buchinger vs. Losene Keita                                          | O titul lehké váhy                                                                       | 9 000                                | Losene Keita                      | [ 55 ] |
| 48 | Oktagon 34                   | 23. července 2022  | Centrální tenisový kurt Štvanice, Praha, Česko      | Karlos Vémola vs. Alexander Ilič                                         | O titul polotežké váhy                                                                   | 7 000                                | Filip Macek                       | [ 56 ] |
| 49 | Oktagon 35                   | 17. září 2022      | Winning Group Arena, Brno, Česko                    | Patrik Kincl vs. Alex Lohoré                                             | O titul střední váhy                                                                     | 8 000                                | Patrik Kincl                      | [ 57 ] |
| 50 | Oktagon 36                   | 15. října 2022     | Festhalle Messe Frankfurt, Frankfurt, Německo       | Christian Eckerlin vs. Neves de Oliveira                                 |                                                                                          | 9 000                                | Máté Kertész, Christian Jungwirth | [ 58 ] |
| 51 | Oktagon 37                   | 3. prosince 2022   | Ostravar Aréna, Ostrava, Česko                      | David Kozma vs. Kaik Brito Mate Sanikidze vs. Jakub Tichota              | O titul velterové váhy O titul pérové váhy                                               | 10 000                               | Kaik Brito                        | [ 59 ] |
| 52 | Oktagon 38                   | 30. prosince 2022  | O2 arena, Praha, Česko                              | Filip Macek vs. Gustavo Lopez                                            | O prozatímní titul bantamové váhy                                                        | 18 000                               | Jorick Montagnac                  | [ 60 ] |
| 53 | Oktagon 39                   | 11. února 2023     | Audi Dome, Mnichov, Německo                         | Christian Jungwirth vs. Danilson de Oliveira                             |                                                                                          | 7 000                                | Losene Keita                      | [ 61 ] |
| 54 | Oktagon 40                   | 4. března 2023     | Ostravar Aréna, Ostrava, Česko                      | David Kozma vs. Lukasz Siwiec                                            | První kolo Tipsport Game Changer                                                         | 10 500                               | Bojan Veličkovič                  | [ 62 ] |
| 55 | Oktagon 41                   | 15. dubna 2023     | Home Credit aréna, Liberec, Česko                   | Jonas Mågård vs. Gustavo Lopez                                           | O titul bantamové váhy                                                                   | 7 000                                | Jonas Mågård Mateusz Strzelczyk   | [ 63 ] |
| 56 | Oktagon 42                   | 29. dubna 2023     | Zimný štadion Ondreje Nepelu, Bratislava, Slovensko | Losene Keita vs. Jakub Tichota                                           | O prozatímní titul pérové váhy                                                           | 8 500                                | Vlasto Čepo                       | [ 64 ] |
| 57 | Oktagon 43                   | 20. května 2023    | O2 arena, Praha, Česko                              | Patrik Kincl vs. Karlos Vémola                                           | O titul ve střední váze Čtvrtfinále Tipsport Game Changer                                | 17 500                               | Louis Glismann                    | [ 65 ] |
| 58 | Oktagon 44                   | 17. června 2023    | Rudolf Weber-Arena, Oberhausen, Německo             | Pavol Langer vs. Alexander Poppeck                                       | O prozatímní titul polotěžké váhy Čtvrtfinále Tipsport Game Changer                      | 10 000                               | Ronald Paradeiser                 | [ 66 ] |
| 59 | Oktagon 45: Štvanice speciál | 28. července 2023  | Centrální tenisový kurt Štvanice, Praha, Česko      | Jonas Mågård vs. Felipe Lima                                             | O titul bantamové váhy                                                                   | 6 000                                | Vladimír Lengál                   | [ 67 ] |
| 60 | Oktagon 45                   | 29. července 2023  | Centrální tenisový kurt Štvanice, Praha, Česko      | Mate Sanikidze vs. Losene Keita                                          | O titul pérové váhy                                                                      | 7 000                                | Ivan Buchinger                    | [ 68 ] |
| 61 | Oktagon 46                   | 16. září 2023      | Festhalle Messe Frankfurt, Frankfurt, Německo       | Katharina Dalisda vs. Jacinta Austin                                     | O titul slámové váhy Semifinále Tipsport Game Changer                                    | 9 000                                | Bojan Veličkovič                  | [ 69 ] |
| 62 | Oktagon 47                   | 07. října 2023     | Zimný štadion Ondreje Nepelu, Bratislava, Slovensko | Karlos Vémola vs. Pavol Langer                                           | O titul polotěžké váhy                                                                   | 9 000                                | Karlos Vémola                     | [ 70 ] |
| 63 | Oktagon 48                   | 04. listopadu 2023 | AO Arena, Manchester, Anglie                        | Aaron Aby vs. Elias Garcia                                               | O titul muší váhy                                                                        | 4 500                                | Ion Surdu                         | [ 71 ] |
| 64 | Oktagon 49                   | 18. listopadu 2023 | Lanxess Arena, Kolín nad Rýnem, Německo             | Hatev Moeil vs. Lazar Todev                                              | O titul těžké váhy                                                                       | 19 000                               | Corey Fry                         | [ 72 ] |
| 65 | Oktagon 50                   | 9. prosince 2023   | Ostravar Aréna, Ostrava, Česko                      | Losene Keita vs. Niko Samsonidse Ronald Paradeiser vs. Ivan Buchinger    | O titul pérové váhy O titul lehké váhy                                                   | 9 000                                | Ronald Paradeiser                 | [ 73 ] |
| 66 | Oktagon 51                   | 29. prosince 2023  | O2 arena, Praha, Česko                              | Piotr Wawrzyniak vs. Vlasto Čepo Bojan Veličkovič vs. Andras Michailidis | O prozatímní titul střední váhy Finále Tipsport Gamechanger 2023                         | 17 000                               | Samuel Krištofič                  | [ 74 ] |
| 67 | Oktagon 52                   | 27. ledna 2024     | Utility Arena, Newcastle, Anglie                    | Jonas Magard vs. Jack Cartwright                                         |                                                                                          | 3 000                                | Matěj Peňáz                       | [ 75 ] |
| 68 | Oktagon 53                   | 10. února 2024     | Rudolf Weber-Arena, Oberhausen, Německo             | Katharina Dalisda vs. Eva Dourthe                                        | O titul slámové váhy (ženy)                                                              | 10 000                               | Islam Dulatov                     | [ 76 ] |
| 69 | Oktagon 54                   | 2. března 2024     | Ostravar Aréna, Ostrava, Česko                      | Patrik Kincl vs. Piotr Wawrzyniak                                        | Osmifinále Tipsport Gamechanger 2024 (6 zápasů) O titul střední váhy                     | 9 000                                | Patrik Kincl                      | [ 77 ] |
| 70 | Oktagon 55                   | 23. března 2024    | Hanns-Martin-Schleyer-Halle, Stuttgart, Německo     | Christian Jungwirth vs. Robert Pukač                                     |                                                                                          | 15 000                               | Arijan Topallaj                   | [ 78 ] |
| 71 | Oktagon 56                   | 20. dubna 2024     | Resorts World Arena, Birmingham, Anglie             | Aaron Aby vs. Sam Creasey                                                | O titul muší váhy Osmifinále Tipsport Gamechanger 2024 (1 zápas)                         | 3 000                                | Andrej Kalašnik                   | [ 79 ] |
| 72 | Oktagon 57                   | 4. května 2024     | Festhalle, Frankfurt, Německo                       | Christian Eckerlin vs. Miroslav Brož                                     | Osmifinále Tipsport Gamechanger 2024 (1 zápas)                                           | 10 000                               | Pavol Langer                      | [ 80 ] |
| 73 | Oktagon 58                   | 8. června 2024     | Fortuna Arena, Praha, Česko                         | Karlos Vémola vs Atilla Vegh                                             | O titul polotěžké váhy (odveta století) Čtvrtfinále Tipsport Gamechanger 2024 (2 zápasy) | 27 392                               | Marek Mazúch                      | [ 81 ] |
| 74 | Oktagon 59                   | 20. července 2024  | Peuegot Arena, Bratislava, Slovensko                | Ronald Paradeiser vs. Daniel Torres                                      | Čtvrtfinále Tipsport Gamechanger 2024 (2 zápasy)                                         | 4 500                                | Petr Kníže                        | [ 82 ] |
| 75 | Oktagon 60                   | 07. září 2024      | Rudolf-Weber Arena, Oberhausen, Německo             | Ivan Buchinger vs. Lom-Ali Eskiev                                        |                                                                                          | 10 000                               | Niklas Stolze                     | [ 83 ] |
| 76 | Oktagon 61                   | 21. září 2024      | Winning Group Arena, Brno, Česko                    | Ronald Paradeiser vs Acoidan Duque                                       | Tipsport Gamechanger 2024 Semifinále                                                     | 8 500                                | Ronald Paradeiser                 | [ 84 ] |
| 77 | Oktagon 62                   | 12. října 2024     | Deutsche Bank Park, Frankfurt, Německo              | Christian Eckerlin vs Christian Jungwirth                                | O titul střední váhy O titul slámové váhy (Ž)                                            | 59 148                               | Mallory Martin                    | [ 85 ] |
| 78 | Oktagon 63                   | 9. listopadu 2024  | Zimný štadion Ondreje Nepelu, Bratislava, Slovensko | Ivan Buchinger vs Hafeni Nafuka                                          |                                                                                          | 9 000                                | Ivan Buchinger                    | [ 86 ] |
| 79 | Oktagon 64                   | 7. prosince 2024   | SAP Garden, Mnichov, Německo                        | Kaik Brito vs Ion Surdu                                                  | O titul velterové váhy                                                                   | 12 000                               | Ion Surdu                         | [ 87 ] |
| 80 | Oktagon 65                   | 29. prosince 2024  | O2 arena, Praha, Česko                              | Ronald Paradeiser vs Losene Keita                                        | Finále TGC 2024 (+ o titul lehké váhy) O titul polotěžké váhy O titul bantamové váhy (Ž) | 18 000                               | Losene Keita                      | [ 88 ] |
| 81 | Oktagon 66                   | 1. února 2025      | PSD Bank Dome, Düsseldorf, Německo                  | Kerim Engizek vs Anthony Salamone                                        | Osmifinále Tipsport Gamechanger 2025 (2 zápasy)                                          | 15 000                               | Deniz Ilbay                       | [ 89 ] |
| 82 | Oktagon 67                   | 22. února 2025     | Werk Arena, Třinec, Česko                           | Sam Creasey vs Beno Adamia                                               | O titul v muší váze Osmifinále Tipsport Gamechanger 2025 (2 zápasy)                      | 6 500                                | Robert Pukač                      | [ 90 ] |
| 83 | Oktagon 68                   | 8. března 2025     | Hanns-Martin-Schleyer-Halle, Stuttgart, Německo     | Lazar Todev vs Will Fleury                                               | O titul v těžké váze                                                                     | 14 500                               | Daniel Schwindt                   | [ 91 ] |
| 84 | Oktagon 69                   | 5. dubna 2025      | Westfalenhallen, Dortmund, Německo                  | Max Holzer vs Deniz Ilbay                                                |                                                                                          | 15 000                               | Frederic Vosgröne                 | [ 92 ] |
| 85 | Oktagon 70                   | 26. dubna 2025     | KV Arena, Karlovy Vary, Česko                       | Samuel Krištofič vs Dominik Humburger                                    | O titul ve slámové váze (Ž) Osmifinále Tipsport Gamechanger 2025 (4 zápasy)              | 6 500                                | Dominik Humburger                 | [ 93 ] |
| 86 | Oktagon 71                   | 17. května 2025    | BMW Park, Mnichov, Německo                          | Alexander Poppeck vs Pavol Langer                                        |                                                                                          | 7 000                                | Alexander Poppeck                 | [ 94 ] |
| 87 | Oktagon 72                   | 14. června 2025    | Fortuna Arena, Praha, Česko                         | Karlos Vémola vs Attila Végh 3                                           | O prozatímní titul ve střední váze                                                       | 25 417                               | Karlos Vémola                     | [ 95 ] |
| 88 | Oktagon 73                   | 28. června 2025    | Barclays Arena, Hamburg, Německo                    | Christian Eckerlin vs Robert Pukač                                       | O titul v muší váze                                                                      | 14 000                               | Wahed Nazhand                     | [ 96 ] |